# Franciscópolis
Franciscópolis là một đô thị thuộc bang Minas Gerais, Brasil. Đô thị này có diện tích 715,87 km², dân số năm 2007 là 5664 người, mật độ 8,4 người/km².